# Bedosia itamaraty
Bedosia itamaraty is een vlinder uit de familie van de Mimallonidae. De wetenschappelijke naam van de soort is voor het eerst geldig gepubliceerd in 1902 door Foetterle.